# Ů

Ů는 U에 윗고리(˚)를 더한 문자이다. 체코어, 실레시아어 등에서 쓰이며, 후설 원순 고모음으로 u:로 발음된다.